# Nowy Folwark (Opole)
Pour les articles homonymes, voir Nowy Folwark.
Nowy Folwark est une localité polonaise de la gmina et du powiat de Namysłów en voïvodie d'Opole.